# Deverra
Deverra (la « Balayeuse »), ou Devera, est, selon Augustin d'Hippone, une divinité qui, avec Pilumnus et Intercidona, fait partie d'une triade protectrice des femmes qui accouchent.